# Saverio Barbarisi
Saverio Barbarisi (Foggia, 30 gennaio 1780 – Napoli, 3 novembre 1852) è stato un politico italiano.

## Biografia
Saverio Barbarisi nacque a Foggia il 30 gennaio 1780 da una famiglia di commercianti. Nel 1805 si trasferì a Napoli per ricevere da Giuseppe Bonaparte l’incarico di eseguire uno studio per il miglioramento dell’assetto del Tavoliere.
Ricevette in seguito altri numerosi incarichi pubblici di prestigio, ma i suoi ideali di liberale lo portarono ad essere esonerato da tutte le cariche e poi perseguitato.
A Napoli si avvicinò ad un gruppo liberale che enumerava personalità come Bertrando e Silvio Spaventa, Luigi Settembrini e Carlo Poerio.
Con le rivolte del 1848 fece parte della commissione che chiese al re Ferdinando II la concessione della costituzione. Venne eletto alla Camera dei Deputati per le province di Bari e Foggia.
Le sue idee liberali lo accompagnarono per tutta la sua attività politica, tanto che il 27 giugno 1849 venne arrestato con altri centosedici attivisti tra i quali Spaventa, Settembrini, Poerio e molti altri.
Venne condannato a morte, ma le sue capacità di abile avvocato portò la corte a commutare la pena capitale in ergastolo. Morì il 3 novembre 1852 nel carcere di San Francesco di Napoli per problemi di salute contratti durante la detenzione.